# Saune
Die Saune ist ein Fluss in Frankreich, der im Département Haute-Garonne in der Region Okzitanien verläuft. Sie entspringt im Gemeindegebiet von Vaux, entwässert generell in nordwestlicher Richtung und mündet nach rund 32 Kilometern am südöstlichen Stadtrand von Toulouse als rechter Nebenfluss in den Hers-Mort.

## Orte am Fluss
- Maureville
- Sainte-Foy-d’Aigrefeuille
- Quint-Fonsegrives
- Toulouse